# Moataz Ben Amer
Moataz Ben Amer (Trípoli, 2 de fevereiro de 1981) é um futebolista líbio que atua como defensor.

## Carreira
Moataz Ben Amer representou o elenco da Seleção Líbia de Futebol no Campeonato Africano das Nações de 2012.